# Torneo di Wimbledon 1972
Il Torneo di Wimbledon 1972 è stata l'86ª edizione del Torneo di Wimbledon e terza prova stagionale dello Slam per il 1972. Si è giocato sui campi in erba dell'All England Lawn Tennis and Croquet Club di Wimbledon a Londra, in Gran Bretagna, dal 26 giugno al 9 luglio 1972.

## Risultati

### Singolare maschile
Stan Smith ha battuto in finale  Ilie Năstase con il punteggio di 4–6, 6–3, 6–3, 4–6, 7–5.

### Singolare femminile
Billie Jean King ha battuto in finale  Evonne Goolagong con il punteggio di 6–3, 6–3.

### Doppio maschile
Bob Hewitt /  Frew McMillan hanno battuto in finale  Stan Smith /  Erik Van Dillen con il punteggio di 6–2, 6–2, 9–7.

### Doppio femminile
Billie Jean King /  Betty Stöve hanno battuto in finale  Françoise Dürr /  Judy Tegart Dalton con il punteggio di 6–2, 4–6, 6–3.

### Doppio misto
Rosie Casals /  Ilie Năstase hanno battuto in finale  Evonne Goolagong /  Kim Warwick con il punteggio di 6–4, 6–4.

## Junior

### Singolare ragazzi
Björn Borg ha battuto in finale  Buster Mottram con il punteggio di 6–3, 4–6, 7–5.

### Singolare ragazze
Ilana Kloss ha battuto in finale  Glynis Coles con il punteggio di 6–4, 4–6, 6–4.